# Jean-Marie Bastien-Thiry
Jean-Marie Bastien-Thiry, född 19 oktober 1927 i Lunéville, död 11 mars 1963 (avrättad) i Ivry-sur-Seine, var en fransk militär, den ende av de attentatsmän från OAS som försökte mörda president Charles de Gaulle den 22 augusti 1962 som kom att dömas till döden för brottet, en dom som verkställdes genom arkebusering.
Romanen "Schakalen" av Frederick Forsyth, som först utgavs 1970 och översattes till svenska 1972 för att senare filmatiseras (The Day of the Jackal 1973), är en dramatiserad återberättelse om attacken.